# John Jellicoe
John Rushworth Jellicoe, I conte Jellicoe (Southampton, 5 dicembre 1859 – Wellington, 20 novembre 1935), è stato un ammiraglio inglese, comandante in capo della Grand Fleet durante la prima guerra mondiale.

## Biografia

### I primi anni
Nato nel 1859 presso Southampton, suo padre il capitano John Henry Jellicoe gli trasmise l'amore e la passione per il mare, a tal punto che il giovane John dal 1872 aderì nella Marina Militare come cadetto e venne imbarcato sulla HMS Britannia. Successivamente divenne marinaio sulla fregata HMS Newcastle nel settembre 1874. Nel luglio del 1877 passò sulla HMS Agincourt.
Egli trascorse quindi sei mesi sulla HMS Alexandra nel Mediterraneo come vice-luogotenente. Promosso Luogotenente il 23 settembre 1880, si specializzò in artiglieria navale e tornò quindi sulla HMS Agincourt nel febbraio 1881. Come Luogotenente della HMS Agincourt durante la Guerra anglo-egiziana, ebbe il comando di una compagnia della brigata navale di Ismailia ottenendo la Egyptian Medal e la Khedive's Bronze Star per queste azioni.
Egli venne nominato nello staff della scuola di artiglieria navale sulla HMS Excellent come luogotenente nel maggio del 1884. Egli venne insignito della Sea Gallantry Medal nel maggio del 1886 dopo aver raccolto alcuni naufraghi presso Gibilterra mentre era luogotenente cannoniere sulla HMS Monarch. Egli venne imbarcato sulla HMS Colossus nell'aprile del 1886 e poi sulla HMS Excellent dal 6 dicembre 1886 al 10 maggio 1888. L'anno successivo venne nominato assistente el Direttore d'Ordinanza Navale.
Promosso comandante nel giugno del 1891, fu parte della flotta inglese nel Mediterraneo a Malta sulla HMS Sans Pareil nel marzo 1892. Si imbarcò dunque sulla HMS Victoria sino a quando si unì con la HMS Camperdown per una spedizione a Tripoli il 22 giugno 1893. Egli venne nominato comandante di una nuova nave, la HMS Ramilies, nell'ottobre del 1893.

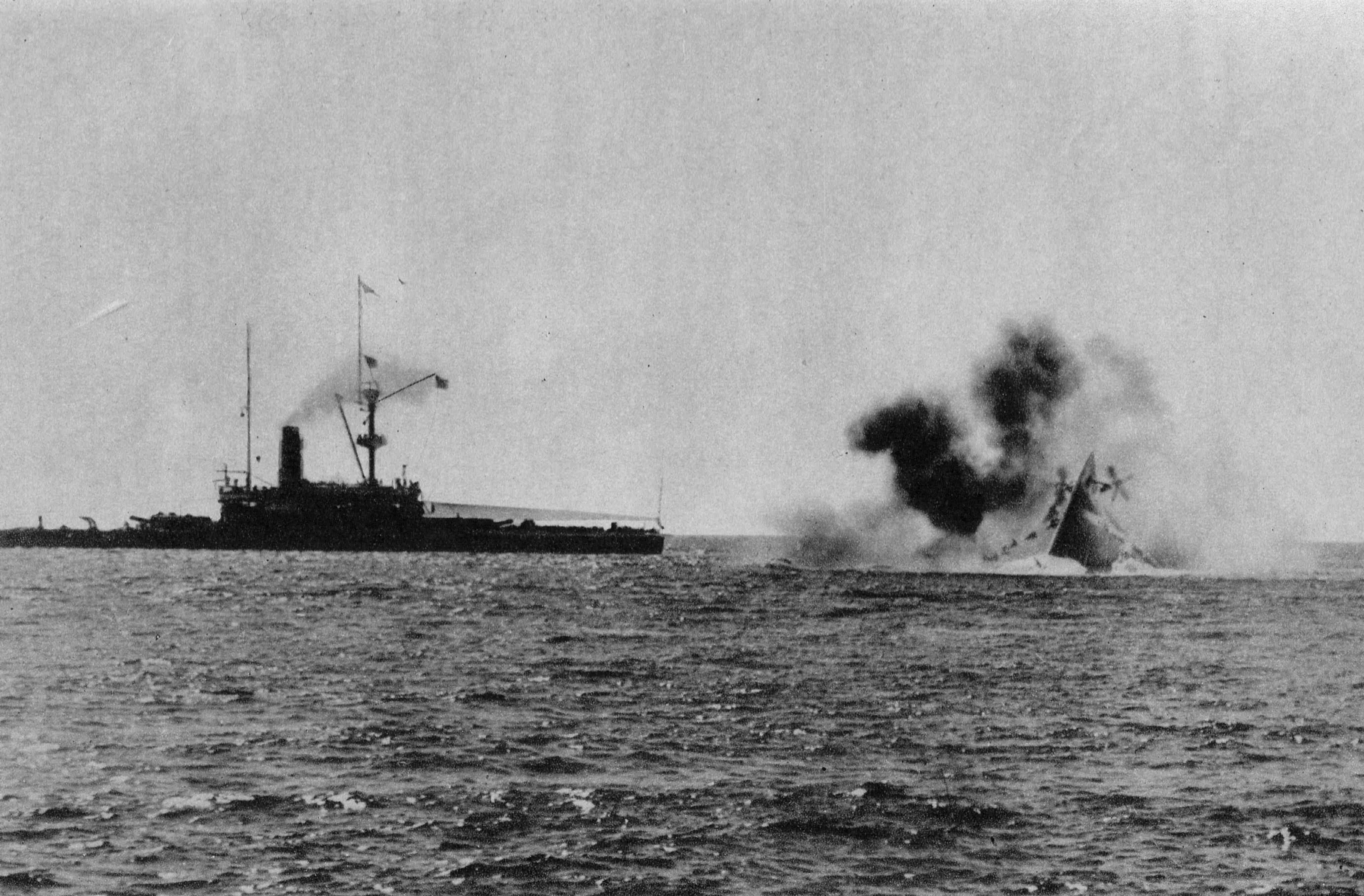
HMS Victoria

Promosso Capitano nel gennaio del 1897, divenne membro del comitato dell'ordinanza dell'ammiragliato.
Prestando servizio sotto l'ammiraglio Sir Edward Hobart Seymour durante la Ribellione dei Boxer dal giugno al luglio del 1900, venne ferito in azione. Nell'occasione della spedizione a Pechino del novembre di quello stesso anno venne nominato Cavaliere dell'Ordine del Bagno.
Egli divenne assistente navale della marina nel febbraio 1902 e si sposò con Gwendoline Cayzer a Londra nel luglio di quello stesso anno.

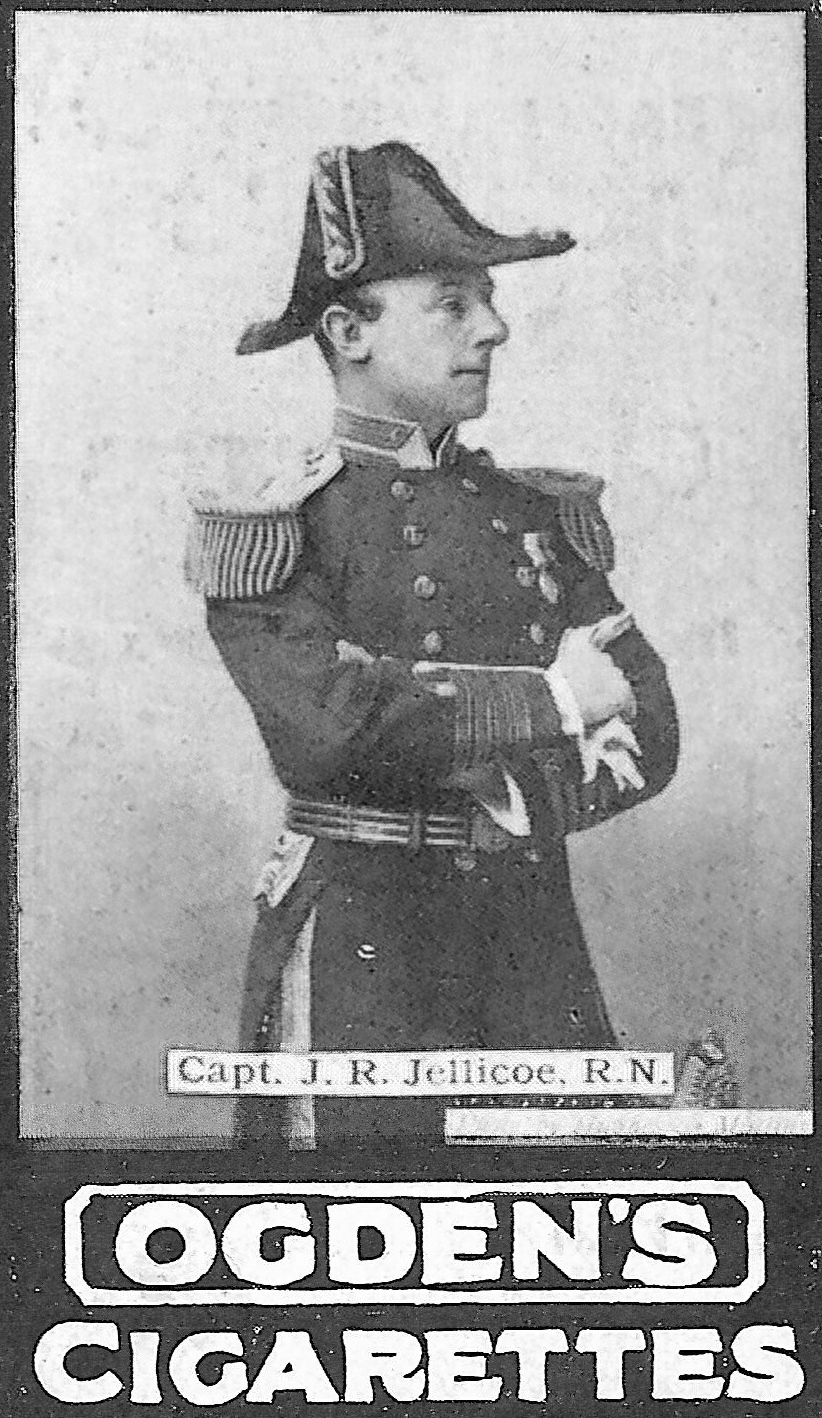
Jellicoe come capitano in comando alla H.M.S. Centurion. Qui Jellicoe è rappresentato su una carta delle sigarette dell'epoca, dimostrando di essere apparso al pubblico molto prima di essere divenuto ammiraglio.

Dopo essere stato decorato dall'Imperatore Guglielmo II di Germania con la medaglia di II classe dell'Ordine dell'Aquila Rossa con decorazioni di guerra nel 1902, egli divenne capitano della HMS Drake nell'agosto del 1903.

### Direttore dell'Ordinanza Navale
Sotto l'ammiraglio John Fisher, I barone Fisher, Jellicoe divenne Direttore dell'Ordinanza Navale nel 1905. Egli venne nominato anche cavaliere dell'Ordine Reale Vittoriano in occasione della revisione della flotta da parte di sua mastà re Edoardo VII il 3 agosto 1907. Dall'8 marzo 1906 all'8 febbraio 1907 egli si fregiò anche del titolo di Aiutante di Campo del sovrano inglese.
Jellicoe venne promosso Contrammiraglio nel febbraio del 1907 e si preoccupò largamente grazie al proprio incarico di ottenere dei fondi per modernizzare la marina militare inglese, supportando la costituzione di nuove navi e dragamine. Jellicoe divenne molto famoso per la sua epoca, ammirato anche dalla Kaiserliche Marine tedesca. Egli supportò le invenzioni di Frederic Charles Dreyer circa l'artiglieria navale e favorì l'adozione della "Dreyer Table", una forma di computer meccanico in grado di calcolare le soluzioni di fuoco ottimali per le navi da guerra.
Nell'agosto del 1907 divenne comandante in seconda della flotta dell'Atlantico e si imbarcò sulla HMS Albemarle. Divenuto Lord Commissioner dell'Ammiragliato e Controllore di Marina nell'ottobre del 1908 venne nominato vice ammiraglio comandante della flotta atlantica dal 20 dicembre 1910 imbarcandosi sulla HMS Prince of Wales. Il 19 giugno 1911 re Giorgio V lo nominò Commendatore dell'Ordine del Bagno in occasione della sua incoronazione a re del Regno Unito.

### La guerra
All'inizio della prima guerra mondiale, il 4 agosto 1914 John Jellicoe venne nominato Ammiraglio di Flotta sostituendo l'ammiraglio Callaghan che era stato assegnato al ruolo di Primo Lord dell'Ammiragliato. Con questa nuova posizione Jellicoe comandò la 4ª Squadra Incrociatori nello scontro dell'isola di Helgoland (28 agosto 1914).
Nel 1915 guidò le sue navi in perlustrazione nel Mare del Nord contro i sommergibili tedeschi (U-Boot) e per pattugliare le zone di guerra.
Nel 1916 venne nominato ammiraglio di flotta e guidò la Royal Navy nello scontro noto come battaglia dello Jutland (31 maggio 1916), dove però la sua condotta fu insicura e poco incisiva a differenza del suo avversario, l'ammiraglio della Hochseeflotte, Reinhard Scheer (1863-1929) che invece adottò una tattica strettamente offensiva, in questa occasione l'Alto Comando della Royal Navy, che aveva previsto una nuova Trafalgar lo rimosse dall'incarico. Churchill descrisse Jellicoe come l'unico uomo in quella posizione che avrebbe potuto perdere la guerra in un pomeriggio.

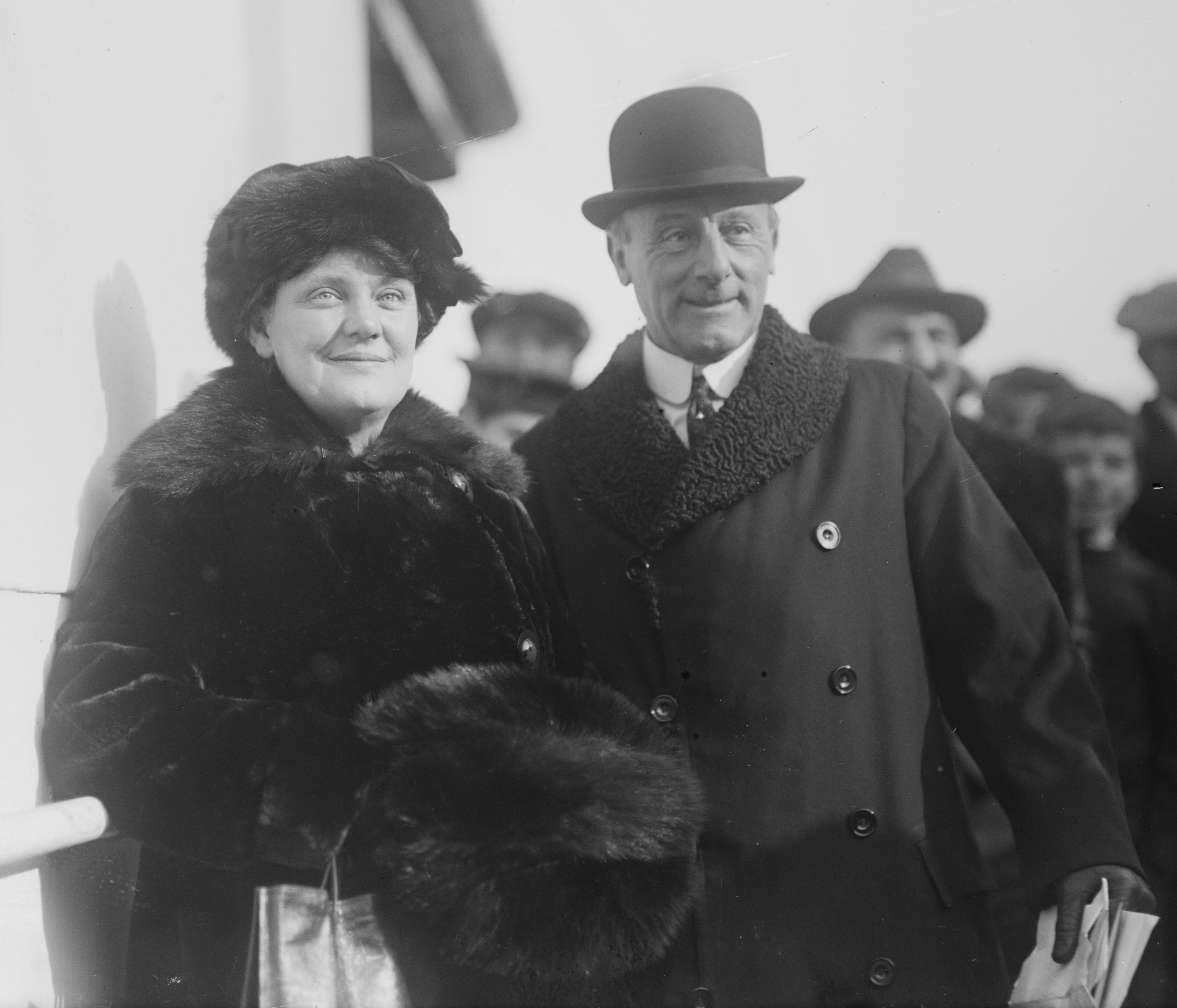
Lord e Lady Jellicoe, 1924

Jellicoe venne perciò nominato First Sea Lord nel novembre del 1916, lasciando il comando della Grand Fleet all'ammiraglio David Beatty.. La vigilia di Natale del 1917 l'ammiraglio Jellicoe venne costretto a lasciare il suo ruolo di First Sea Lord dal nuovo Primo Lord dell'Ammiragliato, Sir Eric Campbell Geddes e venne succeduto in questa posizione dall'ammiraglio Rosslyn Wemyss.
Per il resto della guerra si limitò a comandare flotte minori in perlustrazioni nel Mare del Nord.

### Il dopoguerra e la morte
Finito il conflitto, J.R. Jellicoe fu messo a riposo, venendo nominato Visconte nel 1918 e promosso Ammiraglio nell'aprile del 1919, assieme a David Beatty. Egli prestò dunque servizio come governatore generale della Nuova Zelanda dal settembre 1920 al novembre 1924. Nel 1924 scrisse le sue memorie, e nel 1927 pubblicò un manuale di strategia navale. Al suo ritorno in Inghilterra nel 1925, venne nominato Conte. Tornato in Nuova Zelanda, morì a Wellington nel novembre del 1935 ed il suo patrimonio venne stimato in un totale di 13.370 sterline. Egli venne succeduto nel titolo comitale dall'unico suo figlio, George.